# Wereldbeker schaatsen 2011/2012 - Wereldbeker 1
De Wereldbeker schaatsen 2011/2012 Wereldbeker 1  was de openingswedstrijd van het Wereldbekerseizoen die van 18 tot en met 20 november 2011 plaatsvond op de IJsbaan van Tsjeljabinsk in Tsjeljabinsk, Rusland.

## Tijdschema
| Datum                | Tijd (MET) | Onderdeel                                                                             |
| -------------------- | ---------- | ------------------------------------------------------------------------------------- |
| Vrijdag 18 november  | 10.00      | 1e 500 m vrouwen 1e 500 m mannen 3000 m vrouwen 1500 m mannen                         |
| Zaterdag 19 november | 10.00      | 2e 500 m vrouwen 2e 500 m mannen 1500 m vrouwen 5000 m mannen                         |
| Zondag 20 november   | 10.00      | 1000 m vrouwen 1000 m mannen ploegenachtervolging vrouwen ploegenachtervolging mannen |

## Belgische deelnemers
| Afstand | Geslacht | Deelnemers, A- of B-groep | Deelnemers, A- of B-groep | Deelnemers, A- of B-groep | Deelnemers, A- of B-groep |
| ------- | -------- | ------------------------- | ------------------------- | ------------------------- | ------------------------- |
| 1500m   | Mannen   | Bart Swings               | B                         |                           |                           |
|         |          |                           |                           |                           |                           |
| 5000m   | Mannen   | Ferre Spruyt              | B                         | Bart Swings               | B                         |

De beste Belg per afstand is vet gezet

## Nederlandse deelnemers
| Afstand              | Geslacht | Deelnemers, A- of B-groep                          | Deelnemers, A- of B-groep                          | Deelnemers, A- of B-groep                          | Deelnemers, A- of B-groep                          | Deelnemers, A- of B-groep                          | Deelnemers, A- of B-groep                          | Deelnemers, A- of B-groep                          | Deelnemers, A- of B-groep                          | Deelnemers, A- of B-groep                          | Deelnemers, A- of B-groep                          |
| -------------------- | -------- | -------------------------------------------------- | -------------------------------------------------- | -------------------------------------------------- | -------------------------------------------------- | -------------------------------------------------- | -------------------------------------------------- | -------------------------------------------------- | -------------------------------------------------- | -------------------------------------------------- | -------------------------------------------------- |
| 1e 500m              | Mannen   | Stefan Groothuis                                   | A                                                  | Jesper Hospes                                      | A                                                  | Michel Mulder                                      | A                                                  | Ronald Mulder                                      | A                                                  | Jan Smeekens                                       | A                                                  |
| 1e 500m              | Vrouwen  | Margot Boer                                        | A                                                  | Anice Das                                          | A                                                  | Annette Gerritsen                                  | A                                                  | Thijsje Oenema                                     | A                                                  | Laurine van Riessen                                | A                                                  |
|                      |          |                                                    |                                                    |                                                    |                                                    |                                                    |                                                    |                                                    |                                                    |                                                    |                                                    |
| 2e 500m              | Mannen   | Stefan Groothuis                                   | A                                                  | Jesper Hospes                                      | A                                                  | Michel Mulder                                      | A                                                  | Ronald Mulder                                      | A                                                  | Jan Smeekens                                       | A                                                  |
| 2e 500m              | Vrouwen  | Margot Boer                                        | A                                                  | Anice Das                                          | A                                                  | Annette Gerritsen                                  | A                                                  | Thijsje Oenema                                     | A                                                  | Laurine van Riessen                                | A                                                  |
|                      |          |                                                    |                                                    |                                                    |                                                    |                                                    |                                                    |                                                    |                                                    |                                                    |                                                    |
| 1000m                | Mannen   | Stefan Groothuis                                   | A                                                  | Michel Mulder                                      | A                                                  | Kjeld Nuis                                         | A                                                  | Pim Schipper                                       | A                                                  | Sjoerd de Vries                                    | A                                                  |
| 1000m                | Vrouwen  | Margot Boer                                        | A                                                  | Marrit Leenstra                                    | A                                                  | Thijsje Oenema                                     | A                                                  | Laurine van Riessen                                | A                                                  | Ireen Wüst                                         | A                                                  |
|                      |          |                                                    |                                                    |                                                    |                                                    |                                                    |                                                    |                                                    |                                                    |                                                    |                                                    |
| 1500m                | Mannen   | Stefan Groothuis                                   | A                                                  | Kjeld Nuis                                         | A                                                  | Wouter Olde Heuvel                                 | A                                                  | Mark Tuitert                                       | A                                                  | Sjoerd de Vries                                    | A                                                  |
| 1500m                | Vrouwen  | Margot Boer                                        | A                                                  | Marrit Leenstra                                    | A                                                  | Diane Valkenburg                                   | A                                                  | Linda de Vries                                     | A                                                  | Ireen Wüst                                         | A                                                  |
|                      |          |                                                    |                                                    |                                                    |                                                    |                                                    |                                                    |                                                    |                                                    |                                                    |                                                    |
| 5000m                | Mannen   | Jorrit Bergsma                                     | A                                                  | Jan Blokhuijsen                                    | A                                                  | Bob de Jong                                        | A                                                  | Sven Kramer                                        | A                                                  | Douwe de Vries                                     | A                                                  |
| 3000m                | Vrouwen  | Carlijn Achtereekte                                | A                                                  | Janneke Ensing                                     | A                                                  | Diane Valkenburg                                   | A                                                  | Linda de Vries                                     | A                                                  | Ireen Wüst                                         | A                                                  |
|                      |          |                                                    |                                                    |                                                    |                                                    |                                                    |                                                    |                                                    |                                                    |                                                    |                                                    |
| Ploegenachtervolging | Mannen   | Jan Blokhuijsen, Sven Kramer en Wouter Olde Heuvel | Jan Blokhuijsen, Sven Kramer en Wouter Olde Heuvel | Jan Blokhuijsen, Sven Kramer en Wouter Olde Heuvel | Jan Blokhuijsen, Sven Kramer en Wouter Olde Heuvel | Jan Blokhuijsen, Sven Kramer en Wouter Olde Heuvel | Jan Blokhuijsen, Sven Kramer en Wouter Olde Heuvel | Jan Blokhuijsen, Sven Kramer en Wouter Olde Heuvel | Jan Blokhuijsen, Sven Kramer en Wouter Olde Heuvel | Jan Blokhuijsen, Sven Kramer en Wouter Olde Heuvel | Jan Blokhuijsen, Sven Kramer en Wouter Olde Heuvel |
| Ploegenachtervolging | Vrouwen  | Marrit Leenstra, Diane Valkenburg en Ireen Wüst    | Marrit Leenstra, Diane Valkenburg en Ireen Wüst    | Marrit Leenstra, Diane Valkenburg en Ireen Wüst    | Marrit Leenstra, Diane Valkenburg en Ireen Wüst    | Marrit Leenstra, Diane Valkenburg en Ireen Wüst    | Marrit Leenstra, Diane Valkenburg en Ireen Wüst    | Marrit Leenstra, Diane Valkenburg en Ireen Wüst    | Marrit Leenstra, Diane Valkenburg en Ireen Wüst    | Marrit Leenstra, Diane Valkenburg en Ireen Wüst    | Marrit Leenstra, Diane Valkenburg en Ireen Wüst    |

De beste Nederlander per afstand is vet gezet

## Podia

### Mannen
| Afstand:             | Goud:                                                    | Tijd    | Zilver:                                                 | Tijd                             | Brons:                                                   | Tijd    |
| 500 m (vrijdag)      | Pekka Koskela Finland                                    | 35,00   | Jan Smeekens Nederland                                  | 35,01                            | Yuya Oikawa Japan                                        | 35,07   |
| 500 m (zaterdag)     | Joji Kato Japan                                          | 34,92   | Mo Tae-bum Zuid-Korea                                   | 35,01                            | Yuya Oikawa Japan                                        | 35,14   |
| 1000 m               | Stefan Groothuis Nederland                               | 1.08,49 | Kjeld Nuis Nederland\|\|1.08,56                         | Denny Morrison Canada\|\|1.09,26 |                                                          |         |
| 1500 m               | Stefan Groothuis Nederland                               | 1.45,70 | Shani Davis Verenigde Staten                            | 1.46,27                          | Ivan Skobrev Rusland                                     | 1.46,47 |
| 5000 m               | Jorrit Bergsma Nederland                                 | 6.18,74 | Sven Kramer Nederland                                   | 6.20,60                          | Bob de Jong Nederland                                    | 6.21,96 |
| Ploegenachtervolging | Nederland Jan Blokhuijsen Sven Kramer Wouter Olde Heuvel | 3.41,25 | Verenigde Staten Shani Davis Brian Hansen Jonathan Kuck | 3.44,52                          | Duitsland Alexej Baumgärtner Patrick Beckert Marco Weber | 3.45,29 |

### Vrouwen
| Afstand:             | Goud:                                                     | Tijd    | Zilver:                                               | Tijd    | Brons:                                                          | Tijd    |
| 500 m (vrijdag)      | Yu Jing China                                             | 37,81   | Thijsje Oenema Nederland Maki Tsuji Japan             | 38,22   | niet uitgereikt                                                 |         |
| 500 m (zaterdag)     | Yu Jing China                                             | 37,65   | Lee Sang-hwa Zuid-Korea                               | 38,09   | Jenny Wolf Duitsland                                            | 38,22   |
| 1000 m               | Christine Nesbitt Canada                                  | 1.15,97 | Margot Boer Nederland                                 | 1.16,52 | Marrit Leenstra Nederland                                       | 1.16,77 |
| 1500 m               | Ireen Wüst Nederland                                      | 1.57,02 | Christine Nesbitt Canada                              | 1.57,44 | Marrit Leenstra Nederland                                       | 1.58,27 |
| 3000 m               | Martina Sáblíková Tsjechië                                | 4.06,54 | Ireen Wüst Nederland                                  | 4.07,16 | Claudia Pechstein Duitsland                                     | 4.07,81 |
| Ploegenachtervolging | Canada Cindy Klassen Christine Nesbitt Brittany Schussler | 3.02,07 | Nederland Marrit Leenstra Diane Valkenburg Ireen Wüst | 3.02,72 | Rusland Jekaterina Lobysjeva Jekaterina Sjichova Joelia Skokova | 3.03,37 |